# Aljažev dom v Vratih
Aljažev dom v Vratih (1015 m) je planinska postojanka, ki stoji v zgornjem delu doline Vrat ob Triglavski Bistrici. Imenuje se po slovenskem duhovniku in skladatelju Jakobu Aljažu, ki je na tem območju dal zgraditi sprva leseno kočo, odprto 9. junija 1896, kasneje pa prvi Aljažev dom, postavljen 7. avgusta 1904. Sedanji dom je bil zgrajen 17. julija 1910 potem, ko je predhodnjega porušil plaz. Dom je izhodišče planinskih poti v Triglavskem pogorju in v skupini Škrlatice, poleg tega pa tudi alpinistično izhodišče za plezalne vzpone nad dolino Vrat, od katerih je najbolj znana severna Triglavska stena. Dom upravlja PD Dovje - Mojstrana.

## Dostop
- 12 km (2½h) iz Mojstrane (Kranjska Gora)

## Prehodi
- 2½h: do Bivaka IV. Na Rušju (1980 m)
- 4½h: do Doma Valentina Staniča (2332 m), po Tominškovi poti
- 5h: do Doma Valentina Staniča (2332 m), po poti čez Prag
- 4h: do Pogačnikovega doma na Kriških podih (2050 m) čez Sovatno
- 5h: do Triglavskega doma na Kredarici (2515 m), po Tominškovi poti
- 5½h: do Triglavskega doma na Kredarici (2515 m), po poti čez Prag
- 6h: do Tržaške koče na Doliču (2151 m), čez Luknjo

## Vzponi na vrhove
- 5h: Bovški Gamsovec (2392 m), čez Luknjo (1758 m)
- 4-5h: Cmir (2393 m), skozi dolino Za Cmirom
- 4-5h: Dolkova Špica (2591 m), mimo Bivaka IV. Na Rušju
- 4½h: Stenar (2501 m), čez preval Dovška Vrata (2180 m)
- 5-6h: Škrlatica (2740 m), mimo Bivaka IV. Na Rušju
- 6-7h: Triglav (2864 m), čez Plemenice po Bambergovi poti